# Little Elm
Little Elm è un centro abitato degli Stati Uniti d'America, situato nella contea di Denton dello Stato del Texas.
La popolazione era di 53.126 persone al censimento del 2019, il che rende Little Elm uno dei comuni a più rapida crescita di popolazione nel Texas dal 2000 in termini di percentuale.

## Geografia fisica
Little Elm è situata a 33°09′50″N 96°55′49″W (33.163955, -96.930281). Secondo l.'U.S. Census Bureau, ha un'area totale di 18,6 miglia quadrate (48,3 km²), di cui 14,6 miglia quadrate (37,7 km²) di terreno e 4,1 miglia quadrate (10,5 km²), o 21,83%, d'acqua.

## Società

### Evoluzione demografica
Secondo il censimento del 2000, c'erano 3.646 persone, 1.210 nuclei familiari e 965 famiglie residenti nella città. La densità di popolazione era di 751,5 persone per miglio quadrato (290,3/km²). C'erano 1.302 unità abitative a una densità media di 268,4 per miglio quadrato (103,7/km²). La composizione etnica della città era formata dal 79,24% di bianchi, il 2,96% di afroamericani, lo 0,63% di nativi americani, lo 0,74% di asiatici, lo 0,05% di isolani del Pacifico, il 14,15% di altre razze, e il 2,22% di due o più etnie. Ispanici o latinos di qualunque razza erano il 22,96% della popolazione.
C'erano 1.210 nuclei familiari di cui il 47,9% aveva figli di età inferiore ai 18 anni, il 63,1% erano coppie sposate conviventi, l'11,3% aveva un capofamiglia femmina senza marito, e il 20,2% erano non-famiglie. Il 15,1% di tutti i nuclei familiari erano individuali e il 2,6% aveva componenti con un'età di 65 anni o più che vivevano da soli. Il numero di componenti medio di un nucleo familiare era di 3,01 e quello di una famiglia era di 3,34.
La popolazione era composta dal 32,5% di persone sotto i 18 anni, il 9,9% di persone dai 18 ai 24 anni, il 38,4% di persone dai 25 ai 44 anni, il 15,2% di persone dai 45 ai 64 anni, e il 4,0% di persone di 65 anni o più. L'età media era di 28 anni. Per ogni 100 femmine c'erano 104,7 maschi. Per ogni 100 femmine dai 18 anni in giù, c'erano 102,2 maschi.
Il reddito medio di un nucleo familiare era di 50.281 dollari, e quello di una famiglia era di 51.803 dollari. I maschi avevano un reddito medio di 35.533 dollari contro i 26.604 dollari delle femmine. Il reddito pro capite era di 18.362 dollari. Circa l'8,8% delle famiglie e il 12,1% della popolazione erano sotto la soglia di povertà, incluso il 17,0% di persone sotto i 18 anni e il 5,6% di persone di 65 anni o più.